# Bahnstrecke Georgetown–Bradford
| Streckenlänge: | 9,78 km              |                                            |                                            |
| Spurweite: | 1435 mm (Normalspur) |                                            |                                            |
| |                      |                                            |                                            |
| Gesellschaft: | zuletzt BM           |                                            |                                            |
| \| \| \| von Newburyport \| \| \| \| 0,00 \| Georgetown MA (Keilbahnhof) \| Georgetown MA (Keilbahnhof) \| \| \| \| nach Wakefield Junction \| \| \| \| \| Bay State Street Railway (Main Street, 2×) \| \| \| \| 4,80 \| Groveland MA \| Groveland MA \| \| \| 6,71 \| Island Park \| Island Park \| \| \| 7,31 \| Paper Mill \| Paper Mill \| \| \| 8,72 \| Haverhill Bridge MA \| Haverhill Bridge MA \| \| \| \| Bay State Street Railway (Main Street) \| \| \| \| \| von Agamenticus \| \| \| \| 9,78 \| Bradford MA \| Bradford MA \| \| \| \| nach Wilmington \| \| |                      |                                            |                                            |
| Strecke (außer Betrieb) |                      | von Newburyport                            | von Newburyport                            |
| Bahnhof (Strecke außer Betrieb) | 0,00                 | Georgetown MA (Keilbahnhof)                | Georgetown MA (Keilbahnhof)                |
| Abzweig geradeaus, nach links und von links (Strecke außer Betrieb) |                      | nach Wakefield Junction                    | nach Wakefield Junction                    |
| Kreuzung (Strecken außer Betrieb) |                      | Bay State Street Railway (Main Street, 2×) | Bay State Street Railway (Main Street, 2×) |
| Bahnhof (Strecke außer Betrieb) | 4,80                 | Groveland MA                               | Groveland MA                               |
| Haltepunkt / Haltestelle (Strecke außer Betrieb) | 6,71                 | Island Park                                | Island Park                                |
| Bahnhof (Strecke außer Betrieb) | 7,31                 | Paper Mill                                 | Paper Mill                                 |
| Haltepunkt / Haltestelle (Strecke außer Betrieb) | 8,72                 | Haverhill Bridge MA                        | Haverhill Bridge MA                        |
| Kreuzung geradeaus unten (Strecken außer Betrieb) |                      | Bay State Street Railway (Main Street)     | Bay State Street Railway (Main Street)     |
| Abzweig ehemals geradeaus und von rechts |                      | von Agamenticus                            | von Agamenticus                            |
| Bahnhof | 9,78                 | Bradford MA                                | Bradford MA                                |
| Strecke |                      | nach Wilmington                            | nach Wilmington                            |

Die Bahnstrecke Georgetown–Bradford (auch Haverhill Branch oder Georgetown Branch) ist eine Eisenbahnstrecke im Essex County in Massachusetts (Vereinigte Staaten). Sie ist 9,78 Kilometer lang und verbindet die Städte Georgetown, Groveland und Haverhill. Die normalspurige Strecke ist stillgelegt.

## Geschichte
Am 11. März 1844 erhielt die Georgetown Branch Railroad Company die Konzession zum Bau einer Bahnstrecke von Bradford nach Georgetown. Aus finanziellen Gründen wurde die Gesellschaft jedoch nicht aufgestellt und zwei Jahre später erwarb die Newburyport Railroad die Konzession. Sie hatte eine Hauptstrecke von Newburyport über Georgetown in Richtung Süden geplant und wollte die Strecke nach Bradford als Zweigstrecke bauen. Sie eröffnete die Strecke am 23. September 1851. Den Betrieb führte zunächst die Newburyport Railroad selbst. Die Züge wurden normalerweise in den Bahnhof von Haverhill geführt, was zwischen den Bahnhöfen Bradford und Haverhill eine Rückwärtsfahrt auf der Hauptstrecke der Boston and Maine Railroad beinhaltete, da hier aufgrund der Lage der Strecke am Ufer des Merrimack River keine Verbindungskurve angelegt werden konnte.
Am 21. Februar 1860 pachtete die Boston&Maine die Bahn und führte den Betrieb. Sie kaufte sie schließlich am 30. Oktober 1906. Um 1900 war eine Überlandstraßenbahn gebaut worden, die parallel zur Eisenbahn ebenfalls Georgetown, Groveland und Haverhill verband. Um dies zu kompensieren, wurde an der Main Street Bridge ein Haltepunkt Haverhill Bridge angelegt, wo Fahrgäste die Innenstadt über die Brücke erreichen konnten.
Dennoch gingen die Beförderungszahlen derart zurück, dass die Boston&Maine 1924 die Stilllegung der Strecke beantragte, was aufgrund von Protesten der Bevölkerung und der ansässigen Industrie zunächst abgewiesen wurde. 1933 wurde jedoch der Personenverkehr auf der Strecke eingestellt. Im März 1936 verwüstete eine Hochwasserkatastrophe weite Teile Neuenglands. Für die Bahnstrecke bedeutete dies das Ende des Güterverkehrs zwischen dem Bahnhof Paper Mill und Groveland, da eine Brücke über einen Bach nahe der Station Paper Mill Opfer der Fluten geworden war. Die Brücke wurde nicht wieder aufgebaut und im Dezember 1941 legte die Bahngesellschaft die Strecke von Paper Mill bis Georgetown still. Der restliche Streckenabschnitt war noch bis 1982 in Betrieb und wurde dann ebenfalls stillgelegt und abgebaut.

## Streckenbeschreibung
Die Strecke zweigt am Keilbahnhof Georgetown in einem Gleisdreieck aus der Strecke von Newburyport ab und führt in Richtung Nordwesten. Bei Groveland ist das Ufer des Merrimack River erreicht, dem die Strecke bis zu ihrem Endpunkt in Bradford folgt. Sie vollführt dabei einen Bogen in westliche und dann südwestliche Richtung. Bradford, der Stadtteil von Haverhill südlich des Flusses, ist noch heute ein wichtiger Personenhalt, an den sich eine Abstellanlage für die Vorortzüge nach Boston anschließt.

## Personenverkehr
1869 verkehrten acht Zugpaare zwischen Haverhill und Georgetown, zumeist im Anschluss an Züge auf der in Georgetown anschließenden Strecke. Bis 1893 wurde das Angebot auf neun Zugpaare erweitert, die nun jedoch nur noch werktags verkehrten. Durch die Konkurrenz der Überlandstraßenbahn wurde die Zugdichte in den folgenden Jahren leicht verringert, jedoch die Anschlussbeziehungen in Bradford in Richtung Lawrence und Lowell verbessert. 1916 standen in Richtung Georgetown sieben, in Richtung Haverhill acht Züge an Werktagen zur Verfügung. Größere Einschnitte gab es nach dem Ersten Weltkrieg im Zuge des zunehmenden Individualverkehrs. 1920 fuhren nur noch drei Züge in Richtung Georgetown und zwei in Richtung Haverhill. 1932, ein Jahr bevor der Personenverkehr eingestellt wurde, bot die Bahngesellschaft noch zwei werktägliche Zugpaare an, die beide im Frühberufsverkehr fuhren.